# EFL Trophy
EFL Trophy (dříve Football League Trophy) je fotbalový turnaj, který pořádá Anglická fotbalová asociace. Turnaj se hraje formou play-off (vyřazovací) na jeden vítězný zápas. Turnaj je určen pro týmy z EFL League One a EFL League Two.

## Názvy turnaje
- Associate Members Cup (1983–1984)
- Freight Rover Trophy (1984–1987)
- Sherpa Vans Trophy (1987–1989)
- Leyland DAF Cup (1989–1991)
- Autoglass Trophy (1991–1994)
- Auto Windscreens Shield (1994–2000)
- LDV Vans Trophy (2000–2006)
- Johnstone's Paint Trophy (2006–2016)
- Checkatrade Trophy (2016–)

## Tabulka posledních finalistů
| † | Zápas rozhodnutý až po prodloužení           |
| * | Zápas rozhodnutý po penaltovém rozstřelu     |
| x | Zápas rozhodnutý díky pravidlu o zlatém gólu |

| Sezóna  | Vítěz               | Skóre                 | Finalista         | Stadion             | Návštěvnost |
| ------- | ------------------- | --------------------- | ----------------- | ------------------- | ----------- |
| 1983/84 | Bournemouth         | 2–1                   | Hull City         | Boothferry Park     | 6 544       |
| 1984/85 | Wigan Athletic      | 3–1                   | Brentford         | Wembley Stadium     | 39 897      |
| 1985/86 | Bristol City        | 3–0                   | Bolton Wanderers  | Wembley Stadium     | 54 502      |
| 1986/87 | Mansfield Town      | 1–1                   | Bristol City      | Wembley Stadium     | 58 586      |
| 1987/88 | Wolves              | 2–0                   | Burnley           | Wembley Stadium     | 80 841      |
| 1988/89 | Bolton Wanderers    | 4–1                   | Torquay United    | Wembley Stadium     | 46 513      |
| 1989/90 | Tranmere Rovers     | 2–1                   | Bristol Rovers    | Wembley Stadium     | 48 402      |
| 1990/91 | Birmingham City     | 3–2                   | Tranmere Rovers   | Wembley Stadium     | 58 750      |
| 1991/92 | Stoke City          | 1–0                   | Stockport County  | Wembley Stadium     | 48 339      |
| 1992/93 | Port Vale           | 2–1                   | Stockport County  | Wembley Stadium     | 35 885      |
| 1993/94 | Swansea City        | 1–1                   | Huddersfield Town | Wembley Stadium     | 47 773      |
| 1994/95 | Birmingham City     | 1–0                   | Carlisle United   | Wembley Stadium     | 76 663      |
| 1995/96 | Rotherham United    | 2–1                   | Shrewsbury Town   | Wembley Stadium     | 35 235      |
| 1996/97 | Carlisle United     | 0–0                   | Colchester United | Wembley Stadium     | 45 077      |
| 1997/98 | Grimsby Town        | 2–1                   | Bournemouth       | Wembley Stadium     | 62 432      |
| 1998/99 | Wigan Athletic      | 1–0                   | Millwall          | Wembley Stadium     | 55 349      |
| 1999/00 | Stoke City          | 2–1                   | Bristol City      | Wembley Stadium     | 75 057      |
| 2000/01 | Port Vale           | 2–1[nedostupný zdroj] | Brentford         | Millennium Stadium  | 25 654      |
| 2001/02 | Blackpool           | 4–1[nedostupný zdroj] | Cambridge United  | Millennium Stadium  | 20 287      |
| 2002/03 | Bristol City        | 2–0                   | Carlisle United   | Millennium Stadium  | 50 913      |
| 2003/04 | Blackpool           | 2–0                   | Southend United   | Millennium Stadium  | 34 031      |
| 2004/05 | Wrexham             | 2–0[nedostupný zdroj] | Southend United   | Millennium Stadium  | 36 216      |
| 2005/06 | Swansea City        | 2–1                   | Carlisle United   | Millennium Stadium  | 42 028      |
| 2006/07 | Doncaster Rovers    | 3–2[nedostupný zdroj] | Bristol Rovers    | Millennium Stadium  | 59 024      |
| 2007/08 | Milton Keynes Dons  | 2–0[nedostupný zdroj] | Grimsby Town      | New Wembley Stadium | 56 618      |
| 2008/09 | Luton Town          | 3–2[nedostupný zdroj] | Scunthorpe United | New Wembley Stadium | 55 378      |
| 2009/10 | Southampton         | 4–1                   | Carlisle United   | New Wembley Stadium | 73 476      |
| 2010/11 | Carlisle United     | 1–0                   | Brentford         | New Wembley Stadium | 40 476      |
| 2011/12 | Chesterfield        | 2–0                   | Swindon Town      | New Wembley Stadium | 49 602      |
| 2012/13 | Crewe Alexandra     | 2–0                   | Southend United   | New Wembley Stadium | 43 842      |
| 2013/14 | Peterborough United | 3–1                   | Chesterfield      | New Wembley Stadium | 35 663      |
| 2014/15 | Bristol City        | 2–0                   | Walsall           | New Wembley Stadium | 72 315      |
| 2015/16 | Barnsley            | 3–2                   | Oxford United     | New Wembley Stadium | 59 230      |
| 2016/17 | Coventry City       | 2–1                   | Oxford United     | New Wembley Stadium | 74 434      |
| 2017/18 | Lincoln City        | 1–0                   | Shrewsbury Town   | New Wembley Stadium | 41 261      |
| 2018/19 | Portsmouth          | 2–2                   | Sunderland        | New Wembley Stadium | 85 021      |